# 柳原前光
柳原 前光（やなぎわら さきみつ）は、幕末から明治時代にかけての公家。華族。伯爵。柳原家第22代当主。大正天皇の伯父。

## 生涯
議奏・権中納言正二位柳原光愛の子として京都に誕生。
慶応4年（1868年）の戊辰戦争では18歳で東海道鎮撫副総督となる。同年3月には旧幕府領であった甲斐国へ入国し、甲府城で職制を定め、11月まで城代を廃し甲府鎮撫使を務めている。明治維新後は外務省に入省、明治4年（1871年）に外務大丞として大蔵卿・伊達宗城と共に清へ渡り李鴻章との間で日清修好条規を締結する。西南戦争では勅使として鹿児島入りし島津忠義・珍彦と会見している。
その後元老院議官となり刑法・治罪法審議に従事し、駐露公使・賞勲局総裁・元老院議長を務める。1890年（明治23年）7月10日、貴族院伯爵議員に就任したが、同年11月18日、枢密顧問官となって、同年11月25日に貴族院議員を辞任した。皇室典範の制定に関与したが、明治27年（1894年）に44歳で死去。

## 親族
父・柳原光愛は蔵人、権右中弁兼右衛門権佐、従一位、侍従。廷臣八十八卿列参事件に参加。
家督は正室初子(1854-1936)との間に長男・義光が継いだ。
明治天皇の側室で大正天皇の生母の柳原愛子は妹である。白蓮事件で知られる歌人の柳原燁子（白蓮）は次女（妾で幕臣新見正興の娘である芸者りょうとの間の子）である。また、長女の信子は入江為守子爵に嫁いだため、大甥にあたる昭和天皇の侍従長でエッセイストとしても有名な入江相政は前光の孫にあたる。

## 栄典
位階
- 明治元年4月22日 - 従四位下[6]
- 明治2年7月8日 - 従四位[7]
- 明治4年4月27日 - 正四位[6]
- 1883年（明治16年）10月24日 - 従三位[6]
- 1890年（明治23年）2月7日 - 従二位[6]
- 1893年（明治26年）5月19日 - 正二位[6]

勲章等
- 1874年（明治7年）5月19日 - 金時計一個・絹二匹[7]
- 1877年（明治10年）12月15日 - 勲二等旭日重光章[6]
- 1878年（明治11年）4月29日 - 木盃一個[7]
- 1883年（明治16年）
  - 1月24日 - 褒状[7]
  - 4月6日 - 木盃一個・褒状[7]
- 1884年（明治17年）7月7日 - 伯爵[6][8]
- 1885年（明治18年）12月17日 - 木盃一個[7]
- 1887年（明治20年）6月18日 - 木盃一個[7]
- 1888年（明治21年）5月29日 - 勲一等旭日大綬章[6][9]
- 1889年（明治22年）11月25日 - 大日本帝国憲法発布記念章[6][10]

外国勲章佩用允許
- 1881年（明治14年）9月10日 - ロシア帝国：神聖スタニスラス第一等勲章[6]
- 1882年（明治15年）
  - 3月2日 - スウェーデン＝ノルウェー連合王国：北極星第一等勲章[6]
  - 4月14日 - スウェーデン王国：アマランド第五級勲章・イノサンス第三級勲章[6]
  - 11月8日 - スウェーデン王国：アマランド初級勲章[6]
- 1883年（明治16年）
  - 6月20日 - ロシア帝国：神聖アンナ第一等勲章[6][7]
  - 6月27日 - オスマン帝国：美治慈恵第一等勲章・ペルシア王国：獅子太陽第一等勲章[6]
- 1886年（明治19年）9月27日 - モンテネグロ公国：チエルナゴリソクダニエル第一等勲章[6]